# 庫特基爾
49°54′22″N 24°32′47″E / 49.90611°N 24.54639°E
庫特基爾（烏克蘭語：Куткір），是烏克蘭西部的村莊，隸屬利維夫州的佐洛奇夫區。該村面積0.91平方公里，海拔高度214米，2001年人口963，人口密度每平方公里1,053.61人。